# IC 2980
IC 2980 — галактика типу E3 () у сузір'ї Муха.
Цей об'єкт міститься в оригінальній редакції індексного каталогу.